# Diecéze Gokwe
Diecéze Gokwe je římskokatolická diecéze nacházející se v Zimbabwe.

## Území
Zahrnuje území distriktů North Gokwe a South Gokwe provincie Midland, distrikt Nkayi provincie Severní Matabeleland a distrikt Kariba v provincii Západní Mashonaland.
Biskupským sídlem je město Gokwe, kde se neschází hlavní chrám, katedrála svatého Jana.

## Historie
Diecéze byla zřízena 17. června 1991 bulou Fidelium communitas papeže Jana Pavla II. z části území diecéze Hwange.

## Seznam biskupů
- 1991–1999 Michael Dixon Bhasera
- 1999–2017 Ángel Floro Martínez, I.E.M.E.
- 2017–2020 Rudolf Nyandoro
  - 2020–2023 sede vacante
- od 2023 Eusebius Jelous Nyathi